# San Vicente de Toranzo
San Vicente de Toranzo es la capital del municipio de Corvera de Toranzo (Cantabria, España). En el año 2016 contaba con una población de 374 habitantes (INE). La localidad se encuentra a 168 metros de altitud sobre el nivel del mar.
Destaca del lugar, la Casa de los Calderón de la Barca y la torre de Agüero, que fueron declaradas Bien de Interés Cultural en el año 1992, y la casa de la Sierra, inventariada en el año 2002.